# Brigitte Wujak
Brigitte Wujak z domu Künzel (ur. 6 marca 1955 w Karl-Marx-Stadt) – niemiecka lekkoatletka reprezentująca NRD, specjalistka skoku w dal, wicemistrzyni olimpijska z 1980.
Jeszcze pod panieńskim nazwiskiem zwyciężyła w skoku w dal w finale Pucharu Europy w 1977 w Helsinkach. Na mistrzostwach Europy w 1978 w Pradze zajęła 4. miejsce. Ponownie zwyciężyła w finale Pucharu Europy w 1979 w Turynie.
Zdobyła srebrny medal w skoku w dal na igrzyskach olimpijskich w 1980 w Moskwie, przedzielając reprezentantki ZSRR Tatjanę Kołpakową i Tetianę Skaczko. Wynikiem 7,04 m ustanowiła wówczas rekord NRD (pierwszy powyżej 7 metrów. Pauzowała w 1981 (urodziła dziecko).
Na mistrzostwach Europy w 1982 w Atenach zajęła 10. miejsce w skoku w dal. W 1984 zakończyła karierę.
Wujak była mistrzynią NRD w skoku w dal w 1977, wicemistrzynią w 1978 i brązową medalistką w 1976, 1980 i 1984oraz halową mistrzynią w 1980.
Rekordy życiowe:
| Konkurencja | Data i miejsce        | Wynik |
| ----------- | --------------------- | ----- |
| skok w dal  | 31 lipca 1980, Moskwa | 7,04  |

Od 2002 nosi nazwisko Pretzschner.